# エデンの都市
「エデンの都市」（エデンのまち）は、日本の女性歌手、観月ありさの2枚目のシングル。

## 解説
- プロデュースは当時プリンセス・プリンセスで活躍していた奥居香。
- 観月のシングルA面曲で唯一の非タイアップ曲。
- 累計18万枚超え。

## 収録曲
1. エデンの都市
作詞：田口俊　作曲：奥居香　編曲：奥居香・笹路正徳
2. 風は吹いてる
作詞：とみたきょうこ　作曲：奥居香　編曲：奥居香・笹路正徳

## 収録アルバム
- ARISA
- FIORE -ARISA COLLECTION-
- HISTORY〜ALISA MIZUKI COMPLETE SINGLE COLLECTION〜
- VINGT-CINQ ANS